# L'Herbier assyrien
L'Herbier assyrien (en anglais : The Assyrian Herbal) est une monographie de l'archéologue britannique Reginald Campbell Thompson soumise à la Royal Society en 1924. Elle est basée sur l'étude de 120 fragments cunéiformes et 600 tablettes médicales assyriens provenant pour la plupart de la Bibliothèque d'Assurbanipal (668-627 av. J.-C.), mais représentant les connaissances d'un âge beaucoup plus ancien.
Dans cet herbier reconstitué, l'auteur cite plus de 250 plantes connues à l'époque et utilisées pour leurs propriétés médicinales.